# Alphonse-Amédée Cordonnier
Pour les articles homonymes, voir Cordonnier (homonymie).
Alphonse-Amédée Cordonnier né à La Madeleine le 1er février 1848 et mort à Paris le 27 octobre 1930 est un sculpteur français.

## Biographie
Alphonse-Amédée Cordonnier fait ses études aux Écoles académiques de Lille. Grâce à une bourse du département du Nord, il poursuit ses études à Paris à l'École des beaux-arts où il suit les enseignements d'Auguste Dumont et de Gabriel-Jules Thomas. Puis il devient pensionnaire de la fondation Wicar à Rome en 1873. Il y reste jusqu'en 1877, année au cours de laquelle il remporte le prix de Rome.
Il expose dès 1874 au Salon des artistes français où il remporte l'année suivante une médaille de 3e classe puis une de 2e en 1876 et une médaille de 1re en 1883 avant de passer en hors-concours. Il reçoit aussi une médaille d'argent à l'Exposition universelle de Paris de 1889 et une médaille d'or à l'Exposition universelle de 1900. Il expose aussi au Salon des indépendants. 
Guillaume Peigné le rattache au mouvement de la sculpture néo-baroque pour ses statuettes d'éditions dont le style aimable rappelle celui du XVIIIe siècle, mais aussi pour ses œuvres présentées au Salon de 1883 — le marbre du Printemps (hôtel de ville de Château-Thierry) et le groupe de L'Amour et la Folie (plâtre, localisation inconnue) —, le mouvement tournoyant et la grâce souriante de ce dernier se référant à La Danse de Jean-Baptiste Carpeaux. Son groupe en marbre et bois Obsession (1890 ou 1900 Lille Palais des Beaux-Arts) reprend le thème de la tentation de saint Antoine en mettant en scène trois nudités ondoyantes et un démon tourmentant un moine en prière.
Puis il s'inscrira dans le courant naturaliste de la fin du XIXe siècle avec de nombreuses sculptures à caractère social, comme Le Semeur, Les Miséreux, Les Pauvres gens, ou L’Inoculation et la Fermentation, conservés au palais des Beaux-Arts de Lille. Il est également l'auteur en 1912 du haut-relief allégorique de La Musique, sur le côté gauche de la façade de l'opéra de Lille.
Son groupe en pierre de la Maternité (1899) orne le square Adolphe-Chérioux à Paris, et sa statue en marbre d’Aède (1924) orne le square de l'Abbaye à Saint-Maur.
Alphonse-Amédée Cordonnier est nommé Rosati d'honneur en 1895.
Il est nommé chevalier de la Légion d'honneur en juillet 1888 et promu officier du même ordre en juillet 1903.

## Œuvres
- Abel, 1884, marbre, Avignon, musée Calvet.
- Tête de condottiere, 1887, grès émaillé de la Manufacture de Sèvres, 32 × 20 cm, Gray, musée Baron-Martin.
- Monument d'Achille Testelin, 1894, composé d'une colonne surmontée du buste en marbre de Testelin et entourée d'allégories en bronze rappelant la Défense nationale[10].
- Le Printemps, groupe en marbre, Salon des artistes français de 1883, hôtel de ville de Château-Thierry.
- Jeanne d'Arc, statue en marbre, palais des Beaux-Arts de Lille.
- Monument à Pasteur, 1899, statues et bas-reliefs en bronze, Lille, angle de la rue Valmy[11].
- L'Éducation et la Vigilance, fronton est de la façade de l'hôtel de ville de Tours.
- La Musique, 1912, haut-relief en pierre, façade de l'Opéra de Lille.

Alphonse-Amédée Cordonnier a également peint des aquarelles, dont : 
- Un torero, 1874, aquarelle sur papier blanc ;
- Personnage en costume du Moyen Âge, 1875, aquarelle sur papier blanc.

Œuvres d'Alphonse-Amédée Cordonnier
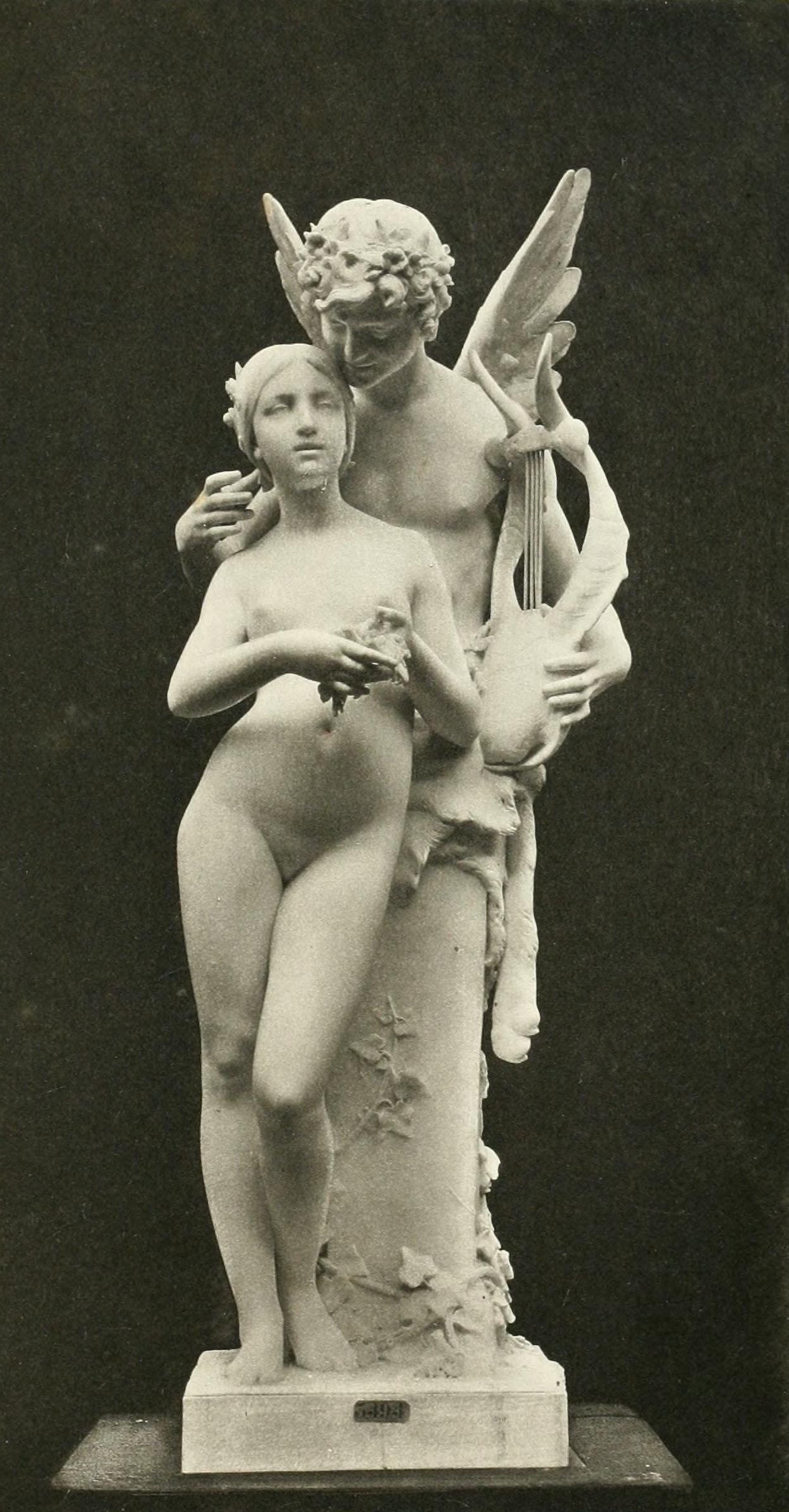
Printemps (Salon de 1883), hôtel de ville de Château-Thierry.
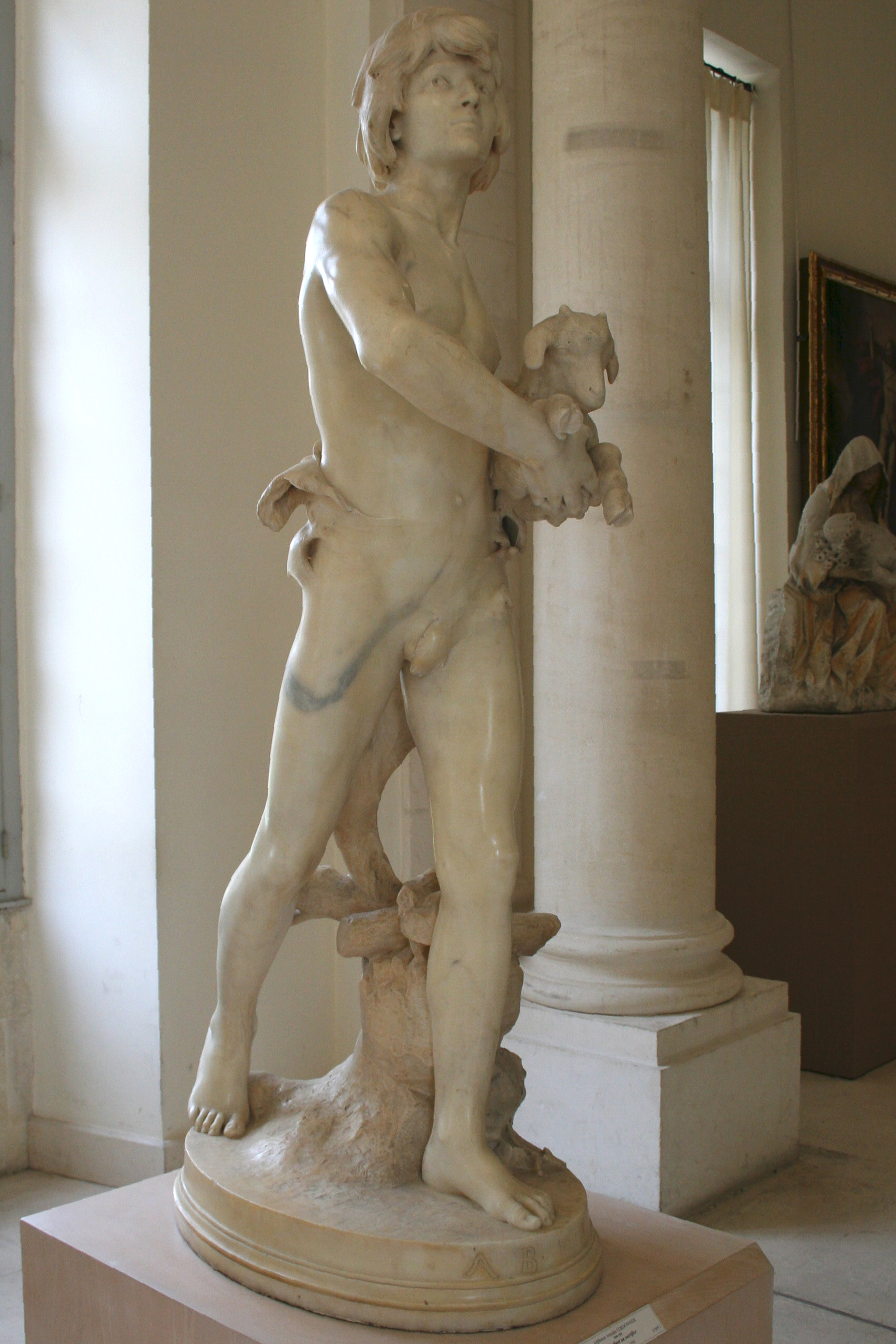
Abel (1884), Avignon, musée Calvet.
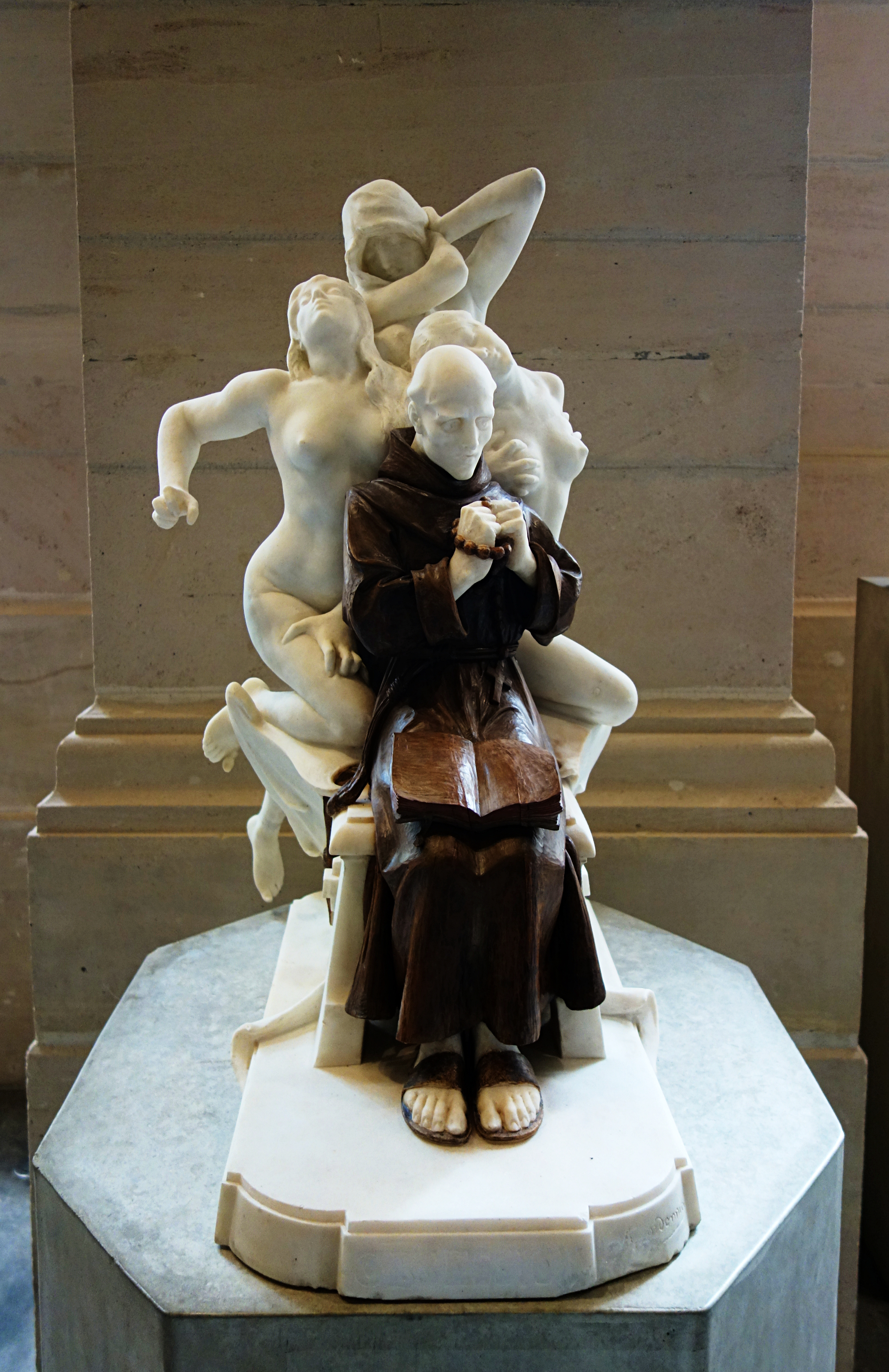
Obsession (1890 ou 1900), marbre et bois, palais des Beaux-Arts de Lille.
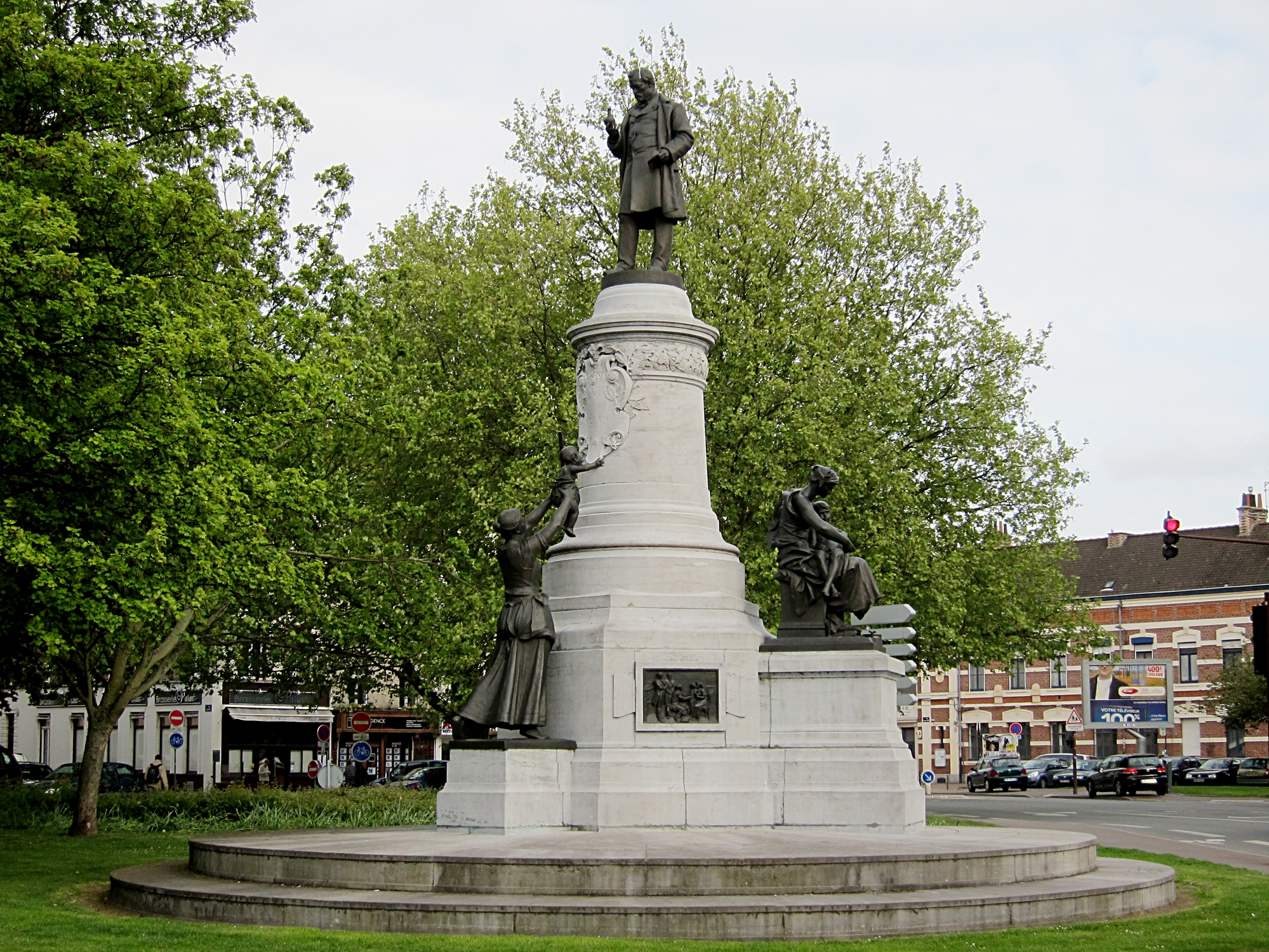
Monument à Louis Pasteur (1899), Lille,  place Philippe Lebon.
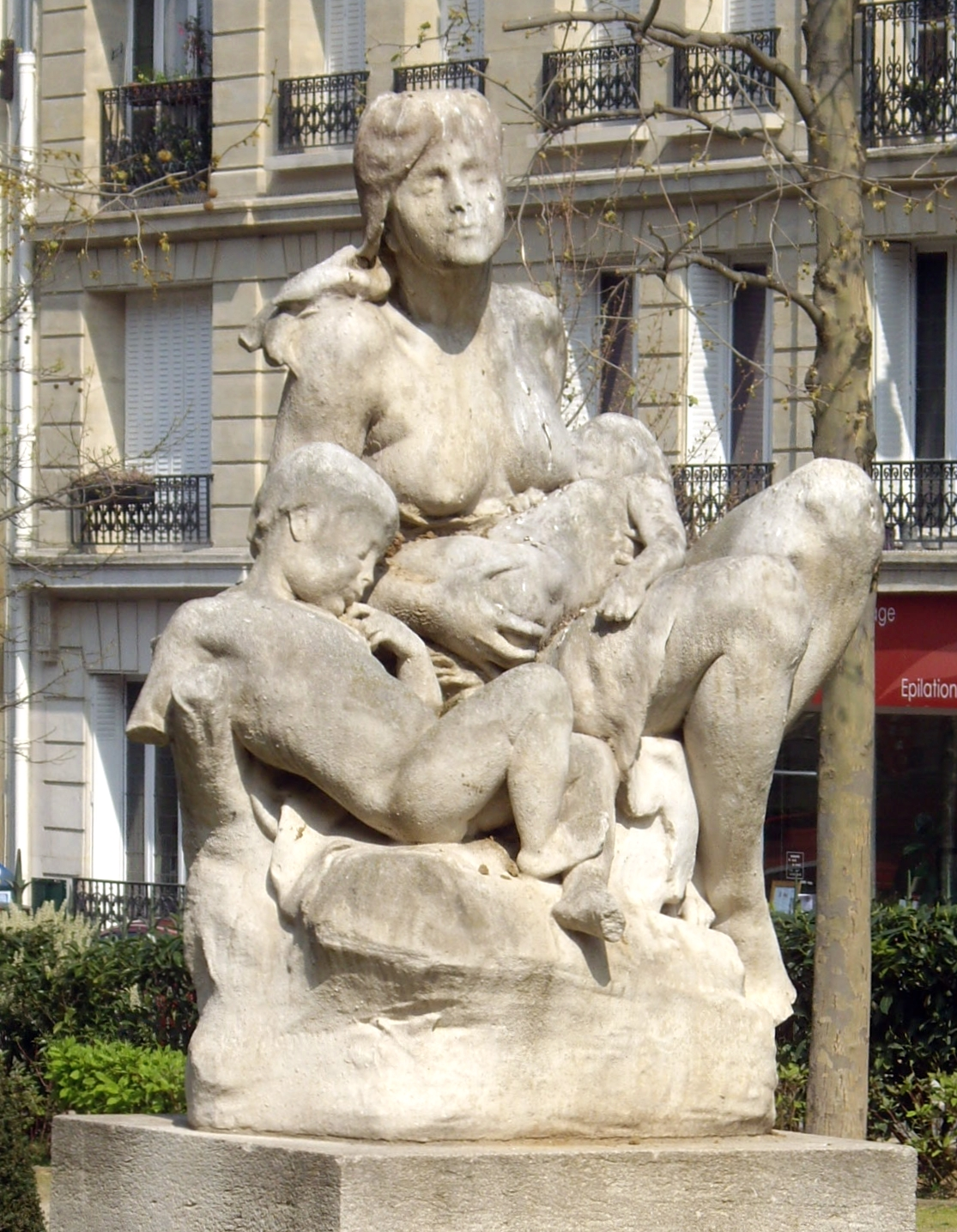
Maternité (1899), Paris, square de la place Adolphe-Chérioux.
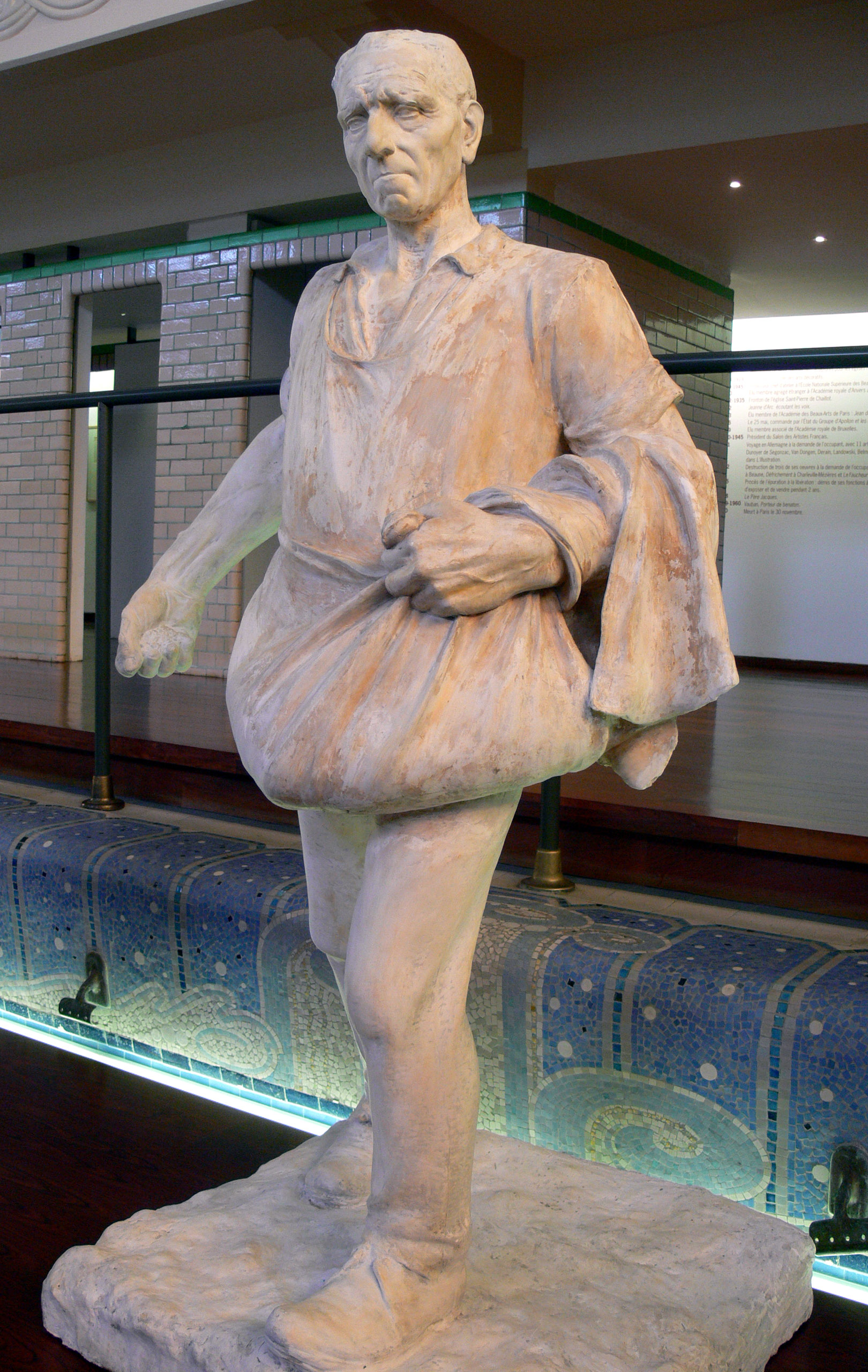
Le Semeur (1907), plâtre, Roubaix, La Piscine.
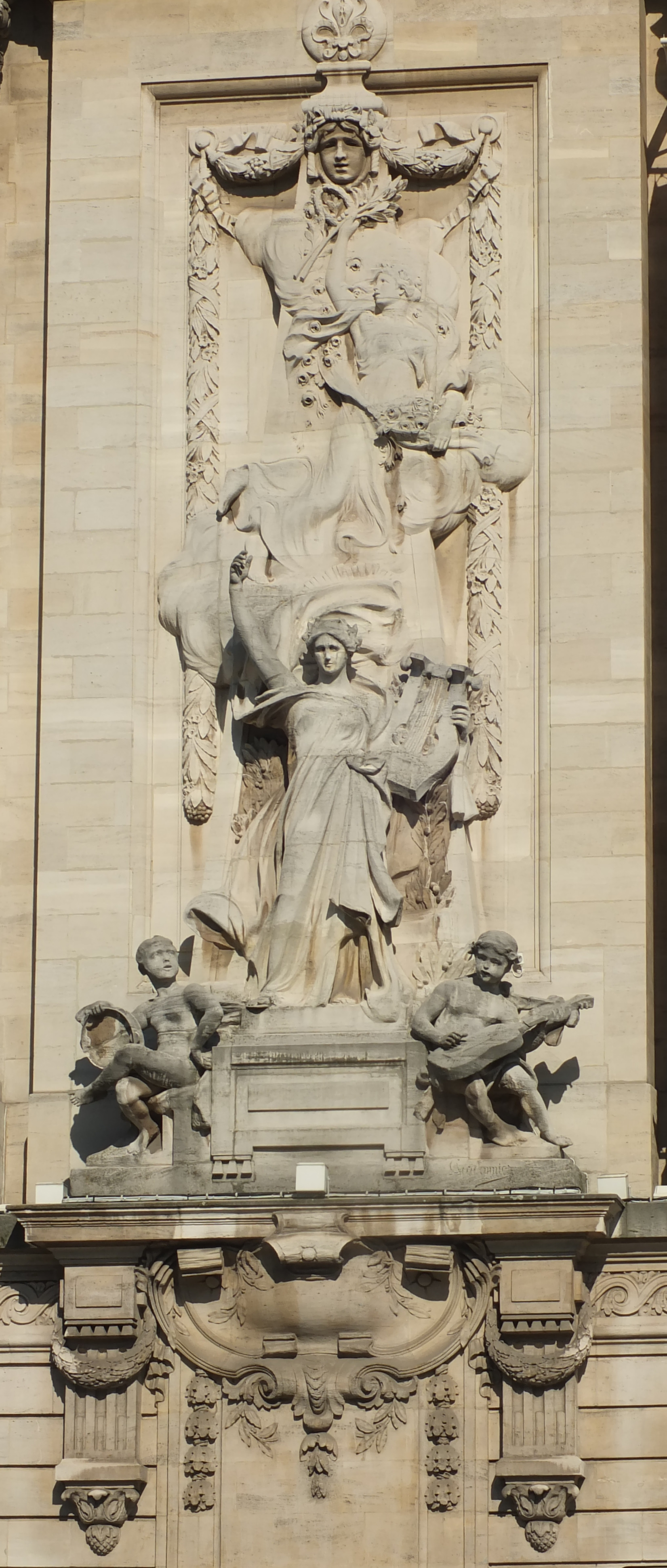
La Musique (1912), Opéra de Lille.